# Coeranica
Coeranica é um gênero de traça pertencente à família Agonoxenidae.